# Puellina octospinosa
Puellina octospinosa är en mossdjursart som beskrevs av Harmelin 1978. Puellina octospinosa ingår i släktet Puellina och familjen Cribrilinidae. Inga underarter finns listade i Catalogue of Life.